# Verrières (Alvernia-Rodano-Alpi)
Verrières è un comune francese di 72 abitanti situato nel dipartimento del Puy-de-Dôme nella regione dell'Alvernia-Rodano-Alpi.

## Società

### Evoluzione demografica
Abitanti censiti